# 南スーダン自由党
南スーダン自由党（みなみスーダンじゆうとう、South Sudan Liberal Party、略称：SSLP）は、南スーダンの政党。南スーダンの自由主義者によって2010年10月1日結成された。
南スーダン自由党は、アフリカ自由ネットワークに加盟している。また、同党の青年組織はアフリカ自由青年機構・自由活性アフリカ民主主義（Organization of African Liberal Youth-Liberals Energizing Africa's Democracy、OALY-LEAD）に加盟した。
南スーダン自由党は、法の支配、自由で公正な選挙に基づく平和的な政権交代、信教の自由の確保、ジェンダー、少数派の権利の尊重、政治腐敗との闘争、自由主義市場経済の確立を闘争方針に掲げている。